# 다니엘 포덴스
다니엘 카스텔루 포덴스 (Daniel Castelo Podence, 1995년 10월 21일 ~ )는 포르투갈의 축구 선수이다. 현재 사우디 프로페셔널리그의 알샤바브에서 윙어로 뛰고 있다.

## 선수 경력
어렸을 때 CF 벨레넨스스의 유소년 팀에서 축구를 시작했으며 이후 스포르팅 CP의 유소년팀으로 팀을 옮겼다. 스포르팅의 B팀에 소속되어 있었을 당시 열렸던 2013년 2월 3일 세군다리가 CS 마리티무 B팀과의 경기에서 프로 데뷔전을 치렀다. 이후 2014년 12월 29일에 열린 비토리아 SC와의 타사 다 리가 경기에서 1군 데뷔전을 치렀다.
이후 2016-17시즌을 앞두고 프리메이라리가의 모레이렌스 FC로 임대이적했다. 이적 후 2016년 9월 17일 열린 GD 이스토릴 프라이아와의 경기에서 모레이렌스 입단 후 첫 경기를 치렀으며 10월 29일 열린 CD 톤델라와의 경기에서 프로 데뷔골을 기록했다. 모레이렌스에 소속되어 있으면서 총 18경기 출전에 4골을 기록했다. 이후 2017년 1월, 임대복귀를 하며 원 소속팀 스포르팅 CP로 복귀했다.
2018-19시즌을 앞두고 수페르리가 엘라다의 올림피아코스 FC에 입단했다. 입단 이후 열린 2018년 8월 30일 번리 FC와의 UEFA 유로파리그 플레이오프 경기에서 이적 후 첫 골을 기록했다. 2018-19시즌 동안 팀의 주전으로 활약하며 총 41경기 8골을 기록했다.
2020년 1월, 프리미어리그의 울버햄프턴 원더러스 FC로 이적했다.
2023년 9월 4일 올림피아코스와 임대 계약을 맺으며 복귀했다.

## 수상

### 팀

#### 스포르팅 CP
- 타사 드 포르투갈 우승: 2014-15
- 타사 다 리가 우승: 2017-18

### 모레이렌스 FC
- 타사 다 리가 우승: 2016-17